# Janet Gibson
Janet Gibson, est une biologiste et zoologiste du Belize, spécialiste des écosystèmes marins. Elle est connue pour son action qui a permis le classement de la barrière de corail du Belize au Patrimoine mondial de l'UNESCO.

## Biographie
Janet Gibson est née au Belize, et a fait ses études aux États-Unis. À partir de 1980, elle travaille sur la réserve marine de Hol Chan, première réserve marine classée en Amérique centrale en 1987. 

## Distinctions
- 1990 : co-lauréate du prix Goldman pour l'environnement[1].